# Herb gminy Kraśniczyn
Herb gminy Kraśniczyn – symbol gminy Kraśniczyn.

## Wygląd i symbolika
Herb przedstawia na tarczy w polu czerwonym czarny róg myśliwski ze złotym okuciem, a nad nim złoty krzyż kawalerski. Jest to historyczny herb miasta Kraśniczyn.